# Заговор против короны
«Заговор против короны» (англ. Gunpowder, Treason & Plot) — телефильм Гиллиса Маккиннона (2004), состоящий из двух частей, одна из которых рассказывает о жизни шотландской королевы Марии Стюарт, другая — её сына короля Англии и Шотландии Якова I. Съёмки проходили в Румынии.

## Сюжет
Эпизод первый показывает жизнь королевы Марии с её прибытия из Франции, становление монархом Шотландии, рассказывает о втором неудачном браке с Генрихом, рождении сына и третьем замужестве с герцогом Оркнейским.
Второй эпизод раскрывает подробности правления Якова I во время Порохового заговора.

## Актёрский состав
| В ролях          |  | Персонаж        |
| ---------------- |  | --------------- |
| Клеманс Поэзи    |  | Мария Стюарт    |
| Кэтрин Маккормак |  | Елизавета I     |
| Кевин Маккидд    |  | Ботвелл         |
| Пол Николлс      |  | Генрих Стюарт   |
| Тадеуш Пастернак |  | Давид Риччо     |
| Стивен Даффи     |  | лорд Джеймс     |
| Кармен Унгуряну  |  | Мария де Гиз    |
| Мария Пописташу  |  | леди Мария      |
| Гэри Льюис       |  | Джон Нокс       |
| Тим Макиннерни   |  | Роберт Сесил    |
| Эмилия Фокс      |  | леди Маргарет   |
| Роберт Карлайл   |  | Яков I          |
| Майкл Фассбендер |  | Гай Фокс        |
| Раду Мику        |  | сэр Джон Хантли |

## Награды и номинации
Полный перечень наград и номинаций — на сайте IMDB
| Премия                                                    | Категория                                 | Имя              | Результат |
| --------------------------------------------------------- | ----------------------------------------- | ---------------- | --------- |
| Festival International de Programmes Audiovisuels 2005 г. | Лучший телевизионный фильм или телесериал | Гиллис Маккиннон | Победа    |
| Festival International de Programmes Audiovisuels 2005 г. | Лучшая актриса                            | Клеманс Поэзи    | Победа    |
| Festival International de Programmes Audiovisuels 2005 г. | Лучший актёр                              | Кевин Маккидд    | Победа    |
| Festival International de Programmes Audiovisuels 2005 г. | Лучший сценарий                           | Джимми Макговерн | Победа    |